# Hasinggaan
Hasinggaan is een bestuurslaag in het regentschap Samosir van de provincie Noord-Sumatra, Indonesië. Hasinggaan telt 1006 inwoners (volkstelling 2010).